# Kazachstania lodderae
Kazachstania lodderae är en svampart som först beskrevs av van der Walt & Tscheuschner, och fick sitt nu gällande namn av Kurtzman 2003. Kazachstania lodderae ingår i släktet Kazachstania och familjen Saccharomycetaceae.   Inga underarter finns listade i Catalogue of Life.